# 张学庆
张学庆（1968年—），河北定兴人，汉族，中华人民共和国科学家、第十一届全国人民代表大会河北地区代表。
毕业于石家庄通信测控技术研究所电子与信息系统专业，担任中国电子科技集团公司第54研究所副总工程师。2008年起担任全国人大代表。